# Нью-Лексінґтон (Огайо)
Нью-Лексінгтон (англ. New Lexington) — селище (англ. village) в США, в окрузі Перрі штату Огайо. Населення — 4435 осіб (2020).

## Географія
Нью-Лексінгтон розташований за координатами 39°43′0″ пн. ш. 82°12′24″ зх. д. / 39.71667° пн. ш. 82.20667° зх. д. (39.716784, -82.206660). За даними Бюро перепису населення США в 2010 році селище мало площу 5,05 км², з яких 5,04 км² — суходіл та 0,01 км² — водойми.

## Демографія
Згідно з переписом 2010 року, у селищі мешкала 4731 особа в 1838 домогосподарствах у складі 1164 родин. Густота населення становила 937 осіб/км². Було 2000 помешкань (396/км²).
Расовий склад населення:
| - 97,9 % — білих - 0,5 % — чорних або афроамериканців - 0,2 % — корінних американців - 0,1 % — вихідців з тихоокеанських островів - 0,1 % — азіатів |

До двох чи більше рас належало 1,1 %. Частка іспаномовних становила 0,6 % від усіх жителів.
За віковим діапазоном населення розподілялося таким чином: 28,2 % — особи молодші 18 років, 58,5 % — особи у віці 18—64 років, 13,3 % — особи у віці 65 років та старші. Медіана віку мешканця становила 33,8 року. На 100 осіб жіночої статі у селищі припадало 89,6 чоловіків; на 100 жінок у віці від 18 років та старших — 85,2 чоловіків також старших 18 років.
Середній дохід на одне домашнє господарство становив 43 291 долар США (медіана — 36 064), а середній дохід на одну сім'ю — 48 703 долари (медіана — 42 800). Медіана доходів становила 32 177 доларів для чоловіків та 22 181 долар для жінок. За межею бідності перебувало 25,6 % осіб, у тому числі 31,9 % дітей у віці до 18 років та 12,7 % осіб у віці 65 років та старших.
Цивільне працевлаштоване населення становило 1970 осіб. Основні галузі зайнятості: освіта, охорона здоров'я та соціальна допомога — 23,8 %, виробництво — 18,5 %, роздрібна торгівля — 14,1 %.

## Відомі уродженці
- Мак-Гахан Януарій Алоізій (1844—1878) — американський військовий кореспондент.